# Crazy Clown Time
Crazy Clown Time est le premier album studio du réalisateur américain David Lynch.
Il a été publié le 7 novembre 2011 en Europe et le 8 novembre 2011 en Amérique du Nord sur les labels indépendants Sunday Best Recordings et Play It Again Sam.
La sortie de l'album est précédée par les singles Good Day Today et I Know publiés en novembre 2010 en format numérique et le 10 janvier en CD.
La chanson-titre a été mise à disposition par téléchargement gratuit et en streaming sur Facebook.
La chanteuse des Yeah Yeah Yeahs, Karen O, prête sa voix à la première piste Pinky's Dream.